# Slovanští Američané
Slovanští Američané jsou Američané slovanského původu.

## Východoslovanští Američané
- Běloruští Američané
- Rusínští Američané
- Ruští Američané
- Ukrajinští Američané

## Jihoslovanští Američané
- Bosenští Američané
- Bulharští Američané
- Černohorští Američané
- Chorvatští Američané
- Jugoslávští Američané
- Makedonští Američané
- Slovinští Američané
- Srbští Američané

## Západoslovanští Američané
- Čeští Američané
- Kašubští Američané
- Lužickosrbští Američané
- Polští Američané
- Slezští Američané
- Slovenští Američané

## Obce s velkým podílem slovanským obyvatelstvem seřazeny podle procent

### Bulharsko
- Bowdon, Georgie 2,7 %
- Rosemont, Illinois 3,7 %
- Point Reyes Station, Kalifornie 2,3 %
- Crozet, Virginie 2,1 %
- Schiller Park, Illinois 1,8 %

### Chorvatsko[1]
- Bessemer, Pensylvánie 9,5 %
- Ellsworth, Pensylvánie 7,1 %
- Empire (Louisiana) 6,8 %
- Versailles, Pensylvánie 6,7 %
- Braddock Hills, Pensylvánie 5,8 %

### Česko[2]
- Conway, Severní Dakota 55,2 %
- Munden, Kansas 46,8 %
- West, Texas 40,9 %
- Oak Creek Township, Nebraska 38,2 %
- Wilber, Nebraska 37,3 %

### Rusko
- Nikolaevsk, Aljaška 67,5 %
- Pikesville, Maryland 19,30 %
- Roslyn Estates, New York 18,60 %
- Hewlett Harbor, New York 18,40 %

### Polsko[3]
- Pulawski Township, Michigan 65,7 %
- Posen Township, Michigan 65,4 %
  - Posen, Michigan 56,1 %
- Sharon, Wisconsin 53,7 %
- Bevent, Wisconsin 52,7 %
- Sloan, New York 46,8 %

### Srbsko[4]
- Export, Pensylvánie 6,2 %
- Midland, Pensylvánie 5,8 %
- Industry, Pensylvánie 4,5 %
- Ohioville, Pensylvánie 3,7 %
- Wilmerding, Pensylvánie 3,7 %

### Ukrjájina[5]
- Delta Junction, Aljaška 16,40 %
- Cass Township, Pensylvánie 14,30 %
- Belfield, Severní Dakota 13,60 %
- Gulich Township, Pensylvánie 12,70 %
- Gilberton, Pensylvánie 12,40 %
- Wilton, Severní Dakota 10,30 %

## Vzdělání a příjem
| Etnická příslušnost | Příjem na osobu | Příjem domácnosti | Vysokoškolské tituly (%) |
| ------------------- | --------------- | ----------------- | ------------------------ |
| Bulharská           | 39 334 USD      | 75 693 USD        | 60,8                     |
| Chorvatská          | 47 292 USD      | 81 199 USD        | 48,6                     |
| Česká               | 43 021 USD      | 71 663 USD        | 45,4                     |
| Polská              | 42 674 USD      | 73 452 USD        | 42,5                     |
| Ruská               | 54 690 USD      | 80 554 USD        | 60,4                     |
| Srbská              | 43 284 USD      | 79 135 USD        | 46,0                     |
| Slovenská           | 46 323 USD      | 73 093 USD        | 44,8                     |
| Slovinská           | 48 781 USD      | 79 358 USD        | 50,8                     |
| Ukrajinská          | 46 014 USD      | 75674 USD         | 52,2                     |
| Jugoslávská         | 35 586 USD      | 65 930 USD        | 29,0                     |